# 꾸라오중현
꾸라오중현(베트남어: Huyện Cù Lao Dung / 縣岣嶗榕)은 베트남 메콩강 삼각주 속짱성의 현이다.

## 행정 구역
꾸라오중은 1시진, 7사를 관할하고 있다.

### 시진
- 쩌우타인 시진 (Thị trấn Cù Lao Dung, 岣嶗榕市鎭)

### 사
- 안타인1 사 (Xã An Thạnh 1, 安盛一社)
- 안타인2 사 (Xã An Thạnh 2, 安盛二社)
- 안타인3 사 (Xã An Thạnh 3, 安盛三社)
- 안타인동 사 (Xã An Thạnh Đông, 安盛東社)
- 안타인남 사 (Xã An Thạnh Nam, 安盛南社)
- 아타인떠이 사 (Xã An Thạnh Tây, 安盛西社)
- 다이언1 사 (Xã Đại Ân , 大恩一社)

2019년 11월 29일, 안타인동사가 새로운 농촌 표준 2019를 충족시켜 사로 인정되었다.

## 갤러리

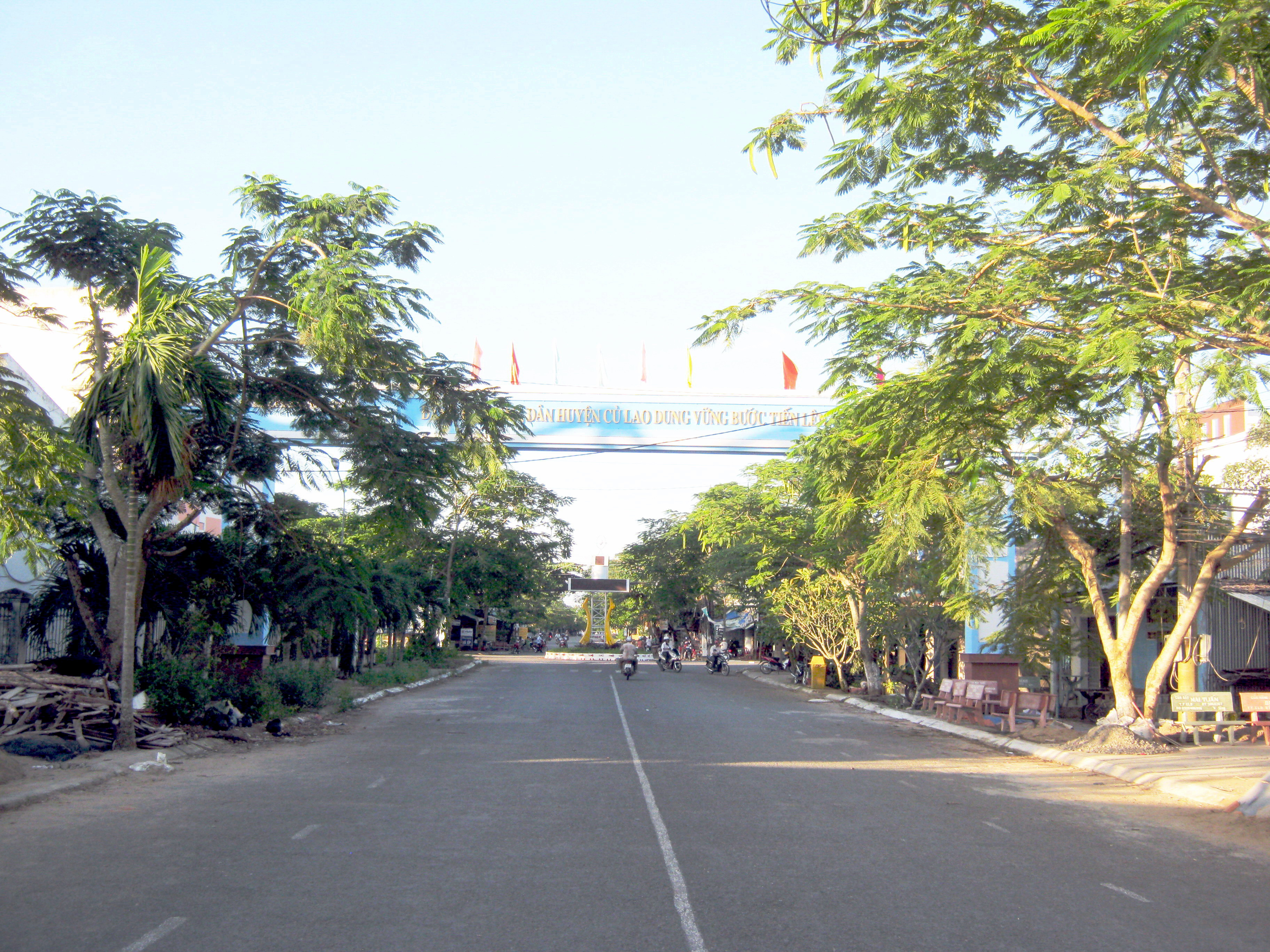
현 중앙에 넓은 포장도로
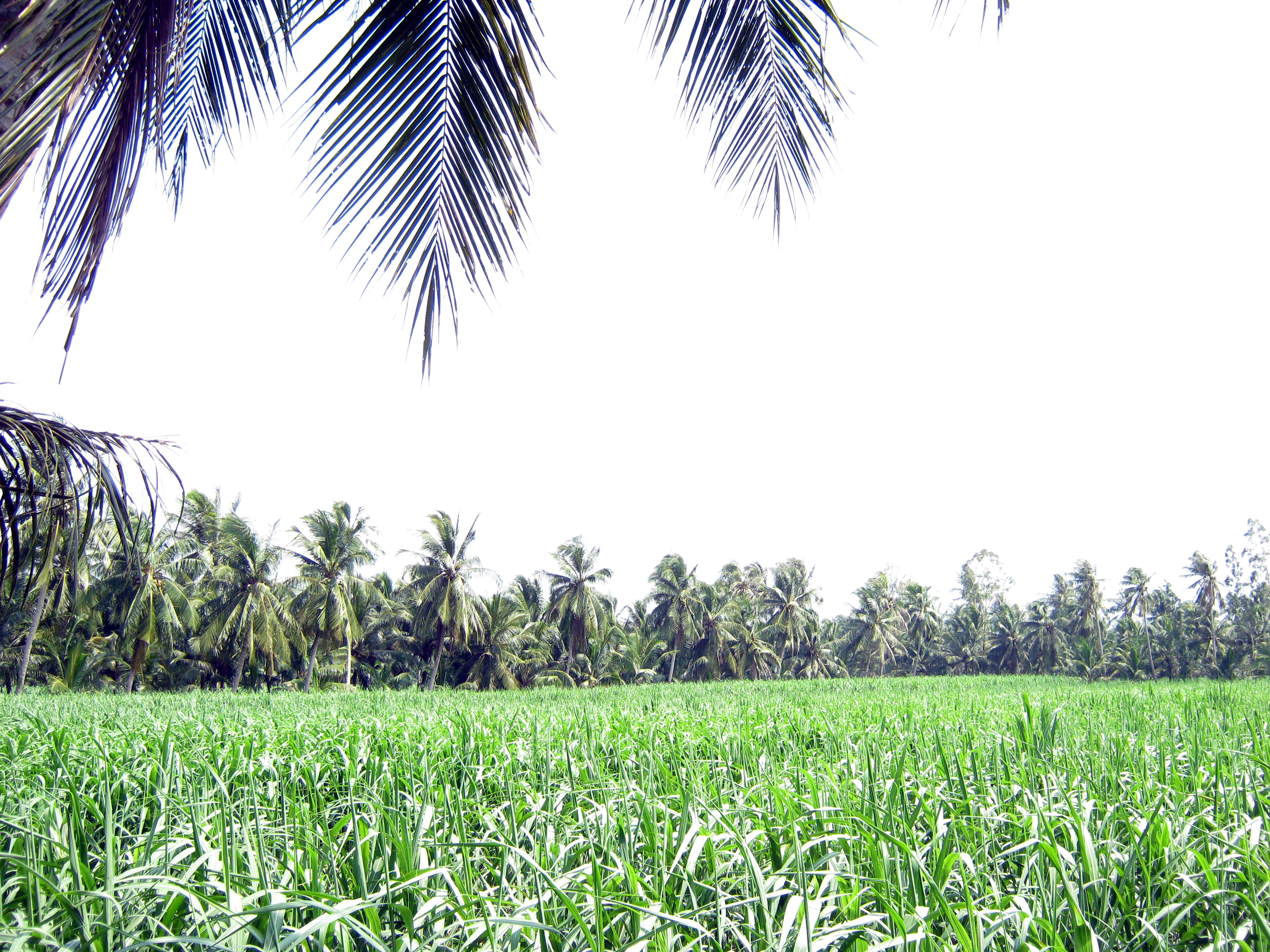
코코넛과 사탕수수는 많은 지역에서 재배
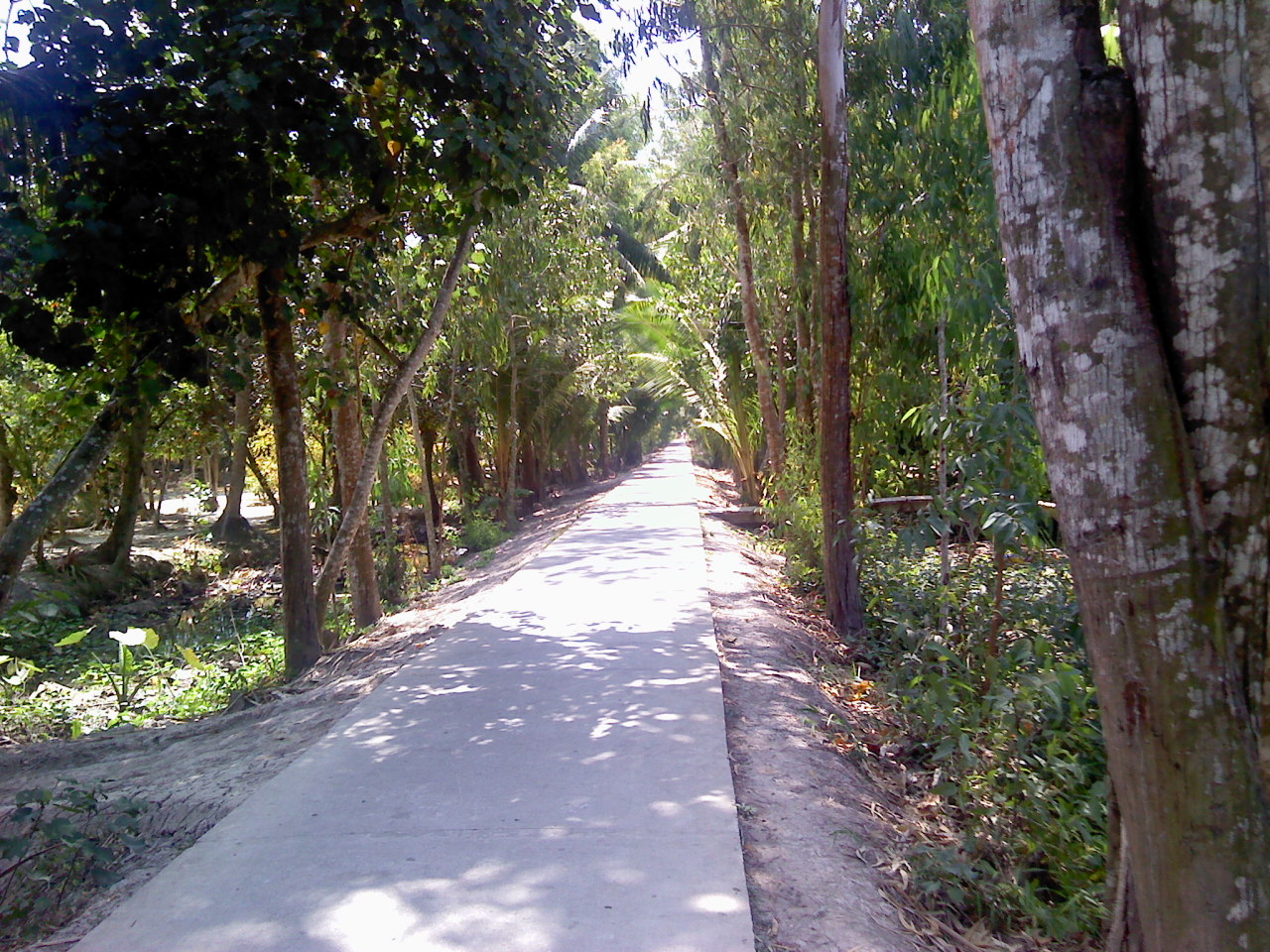
콘크리트 도로 중 하나의 너비는 약 3m이며, 지역 마을과 작은 마을로 연결
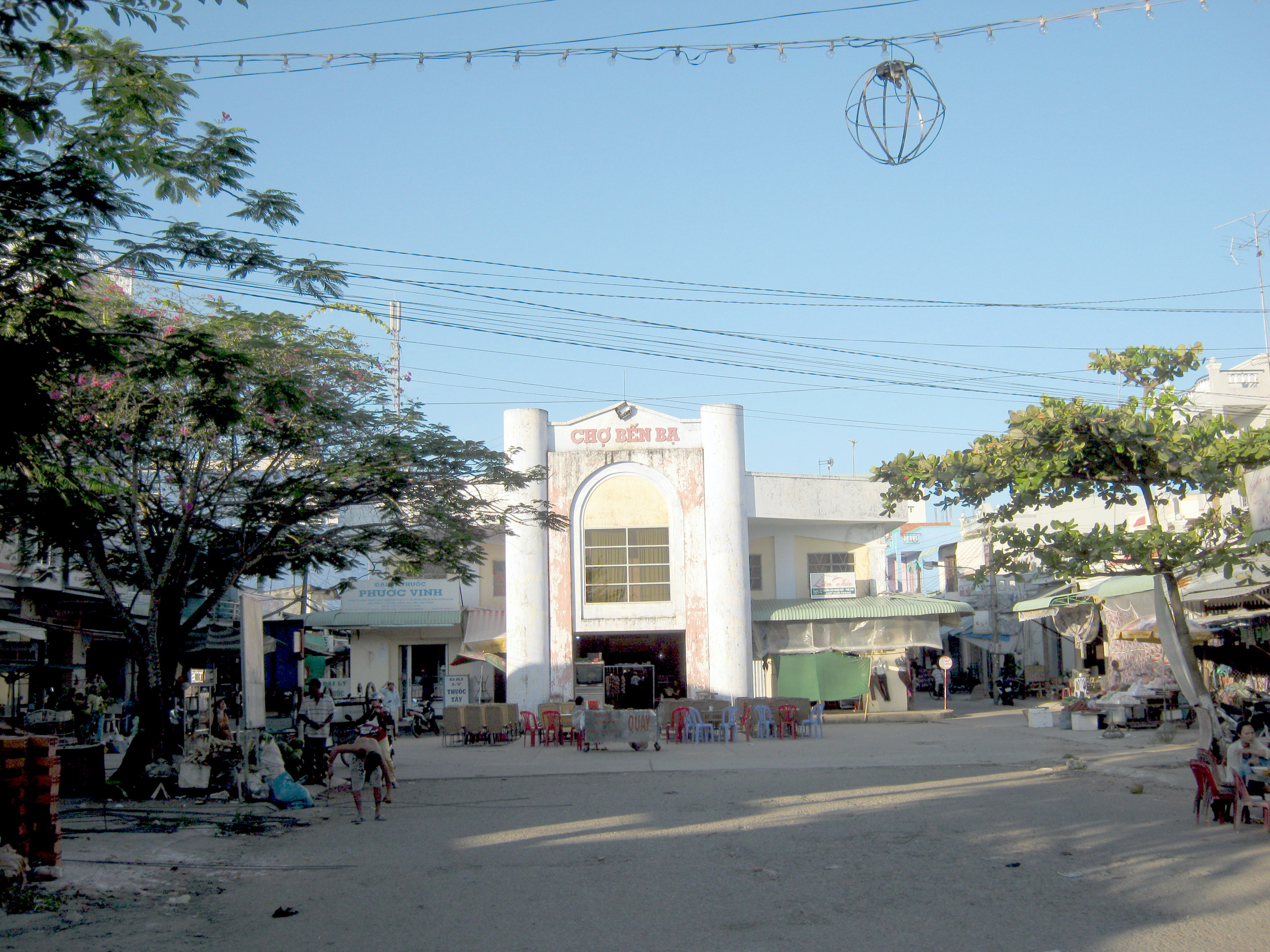
벤바 시장은 현 중심에 위치한 가장 큰 시장
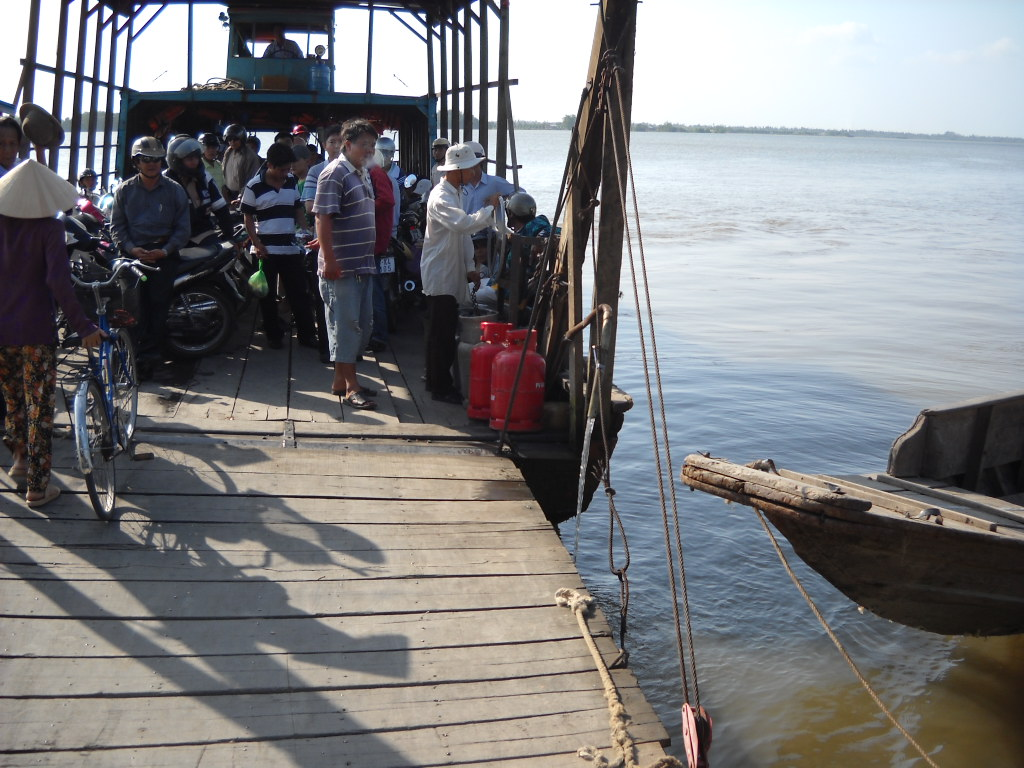
꾸라오중에서 속짱까지 가는 배
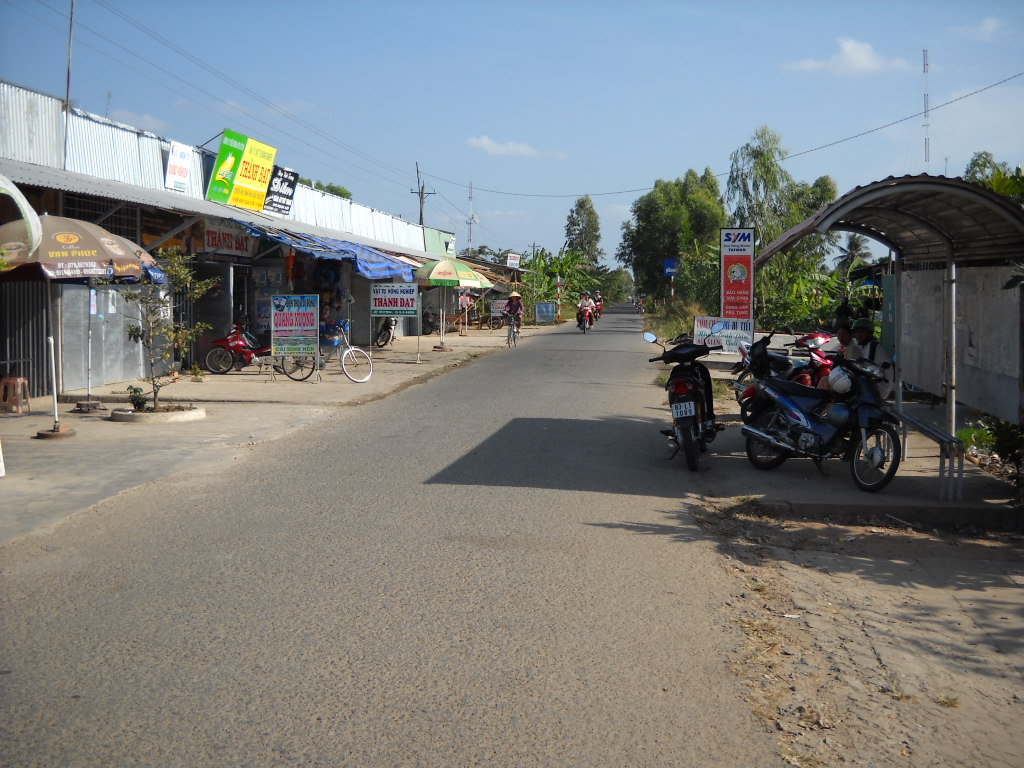
꾸라오중의 작은 포장도로
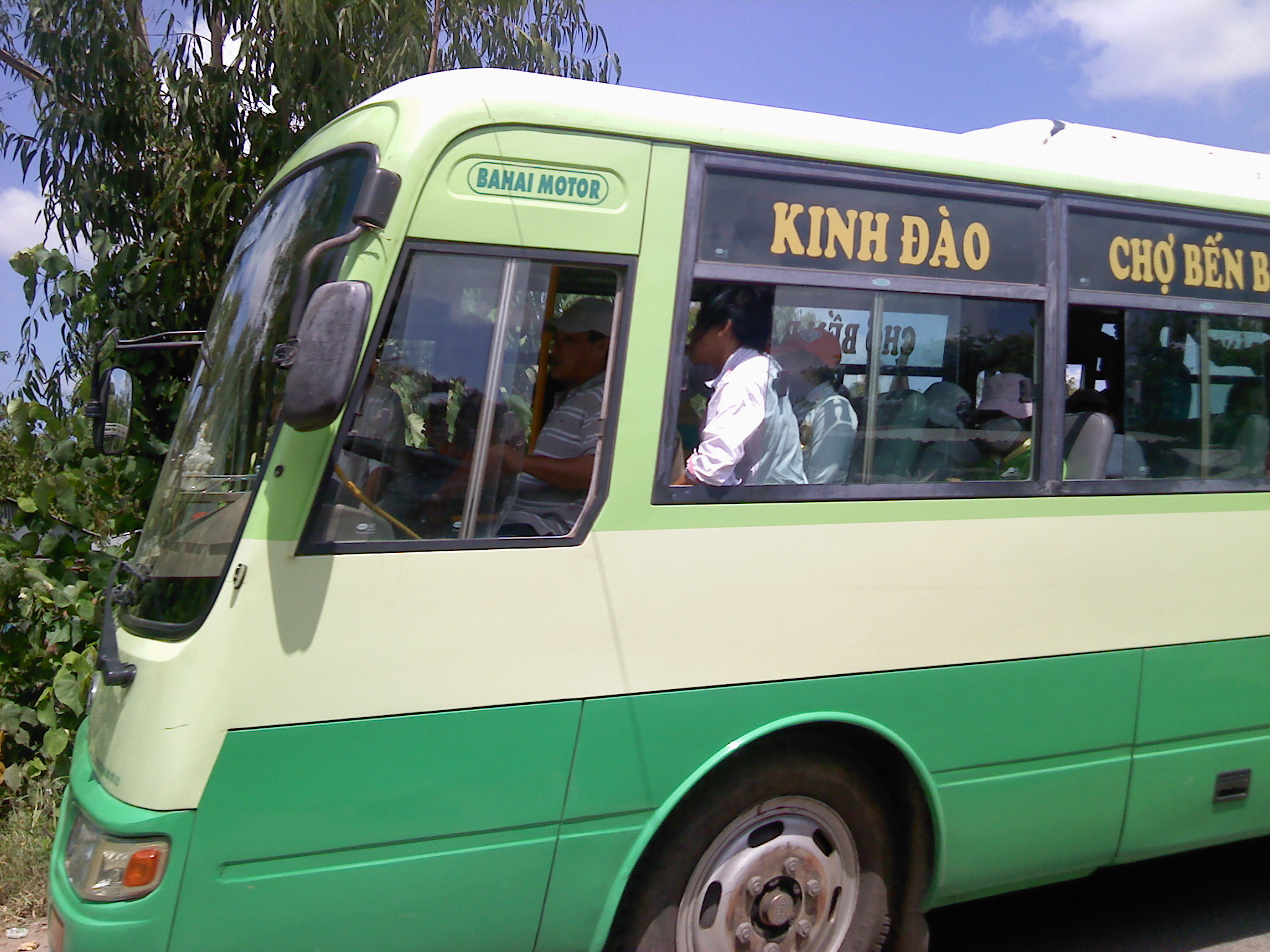
버스는 현의 주요 도로를 따라 운행
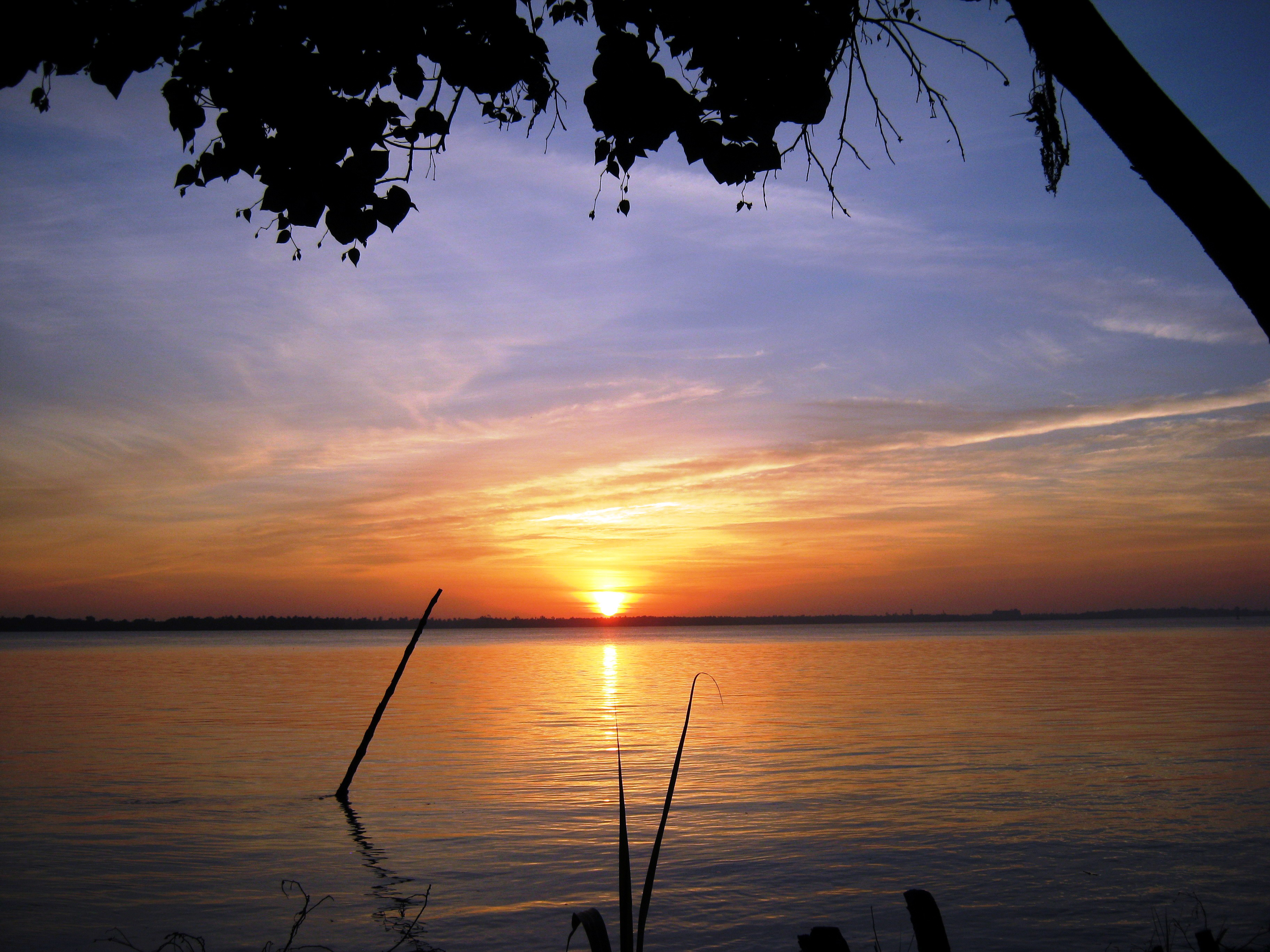
허우강의 일출